# 尼古拉·皮奥瓦尼

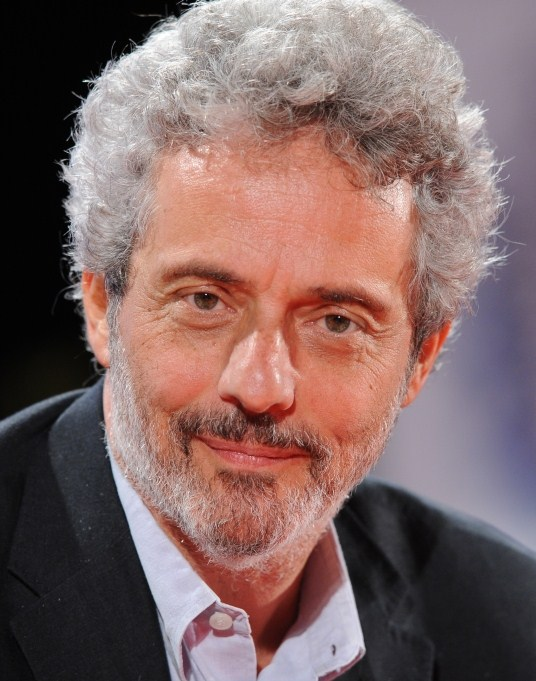
Nicola Piovani

尼古拉·皮奥瓦尼（義大利語：Nicola Piovani；1946年5月26日—），生于意大利罗马，是一位古典音乐家、剧场和电影配乐家。凭借1997年羅貝托·貝尼尼导演的电影《美麗人生》赢得奥斯卡最佳原创音乐奖。
他毕业于罗马大学的钢琴专业，他还与Federico Fellini合作过1987年电影Intervista。
2008年5月21日获得法国文化部授予的法蘭西藝術與文學勳章。至今他参与配乐的电影已经超过130部。